# Helga Zerrenz
Helga Zerrenz, née le 19 mars 1940 à Berlin et morte le 5 février 2023 dans la même ville, est une chanteuse allemande.

## Biographie
Helga Zerrenz est une enfant illégitime : son père est soldat, sa mère la rejette et est admise dans un établissement pour handicapés mentaux à Brandebourg. À douze ans, elle est placée dans un foyer pour enfants où le directeur l'agresse sexuellement.
Helga Zerrenz aspire à une carrière de chanteuse à l'âge de 18 ans et se présente à l'animateur de télévision Heinz Quermann. Avec sa voix rauque, elle devient vite connue grâce à la chanson Kirschen pflücken in fremden Gärten. En 1968, elle interprète Walzer des Sommers de la chanteuse ouest-allemande Alexandra. L'enregistrement est interdit en RDA.

## Discographie
Singles
- 1967 : Sag ... (Gerti Möller) / Ich suche dich (Amiga)
- 1968 : Die Lichter im Hafen / Ich glaub die Verliebten haben einen guten Stern (Christian Schafrik) (Amiga)
- 1997 : Abschied vom Meer (CD, Alles Reco)

### Titres dans des compilations
- 1967 : Ich suche dich dans Schlager 1967 (Amiga)
- 1968 : Die Lichter im Hafen dans Schlager-Start (Amiga)
- 1969 : Abschied dans Schlager frei Haus (Amiga)
- 1969 : Brief an dich dans Schlager im Ziel (Amiga)
- 1969 : Charlie dans Treffpunkt der Talente im AMIGA-Studio (Amiga)
- 1988 : Die Lichter im Hafen dans AMIGA-Cocktail 1987–1988 (Amiga)
- 1995 : Wieviel Träume dans Ein süsses Schlager Rendezvous (Album Records)

## Source de la traduction
- (de) Cet article est partiellement ou en totalité issu de l’article de Wikipédia en allemand intitulé « Helga Zerrenz » (voir la liste des auteurs).